# Hans-Joachim Müller (Romanist)

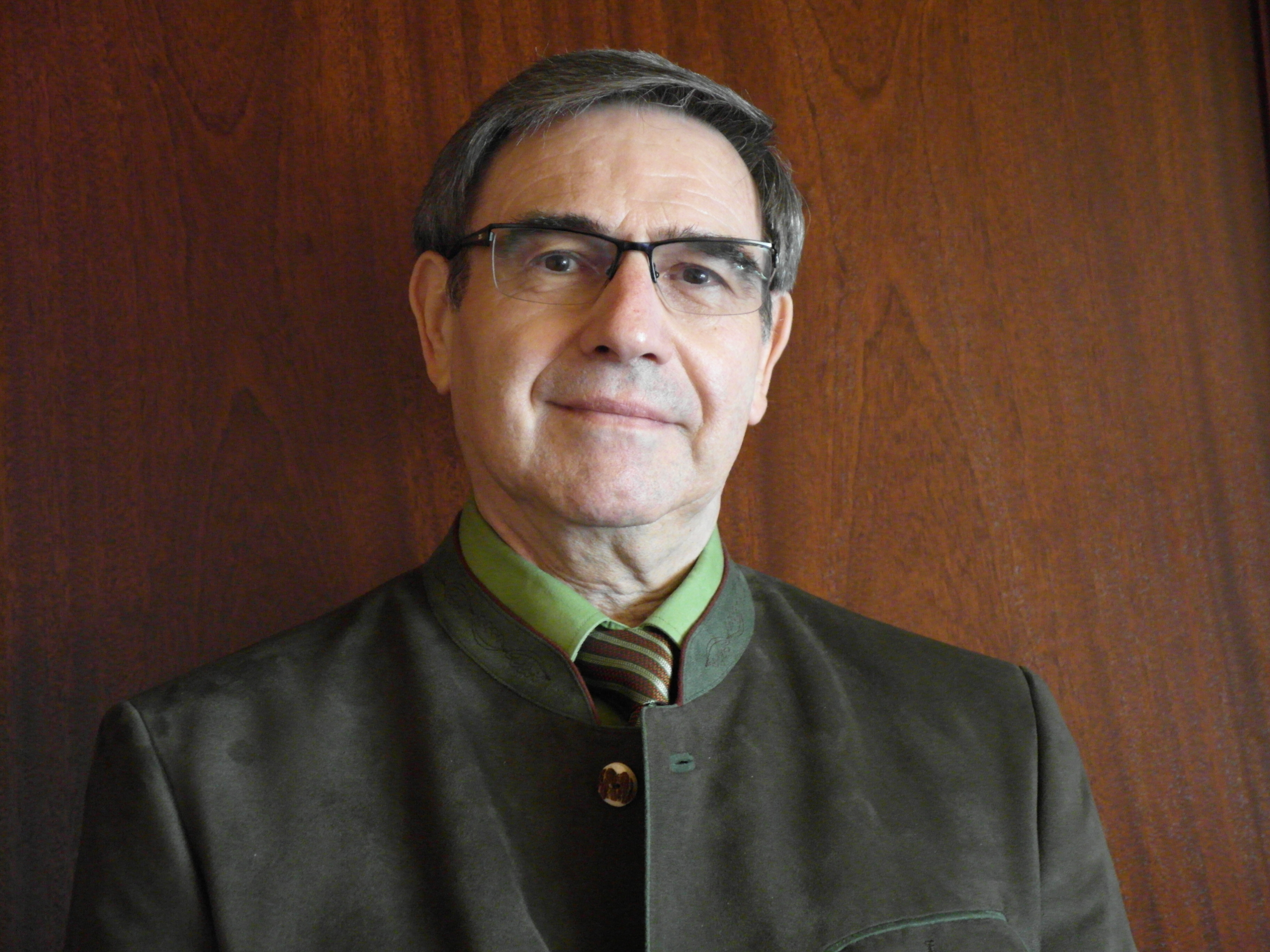
Hans-Joachim Müller (2013)

Hans-Joachim Müller (* 26. Oktober 1947 in Eppelborn) ist ein deutscher Romanist und Literaturwissenschaftler.

## Leben und Werk
Müller studierte in Saarbrücken, Toulouse, Lissabon und Madrid. Ab 1971 war er Assistent bei Wolfram Krömer in Innsbruck. Er promovierte dort 1971 mit Disimular und fingir oder Die listige Verstellung auf dem spanischen Theater des Siglo de oro (eingegangen in: Das spanische Theater im 17. Jahrhundert oder zwischen göttlicher Gnade und menschlicher List. Berlin 1977, ISBN 3503012354) und habilitierte sich 1976  mit Der Roman des Realismus-Naturalismus in Frankreich. Eine erkenntnistheoretische Studie. Wiesbaden 1977, ISBN 9783799706780. Von 1982 bis zu seiner Versetzung in den Ruhestand 2003 war er in Innsbruck außerordentlicher Professor für neuere romanische Literaturwissenschaft mit besonderer Berücksichtigung des ibero- und galloromanischen Bereichs. Er hielt Lehrveranstaltungen an der FU-Berlin, den Universitäten Salzburg und Klagenfurt sowie der Università degli Studi di Cassino ab. Schwerpunkte seiner Arbeiten sind die Beziehung zwischen Erkenntnistheorie und Literatur sowie die Aufarbeitung sozialpsychologischer und psychoanalytischer Aspekte bei Machismus und Feminismus in der französischen, italienischen und lateinamerikanischen Literatur.
Hans-Joachim Müller ist verheiratet und lebt in Ottweiler.

## Auszeichnungen
- 1978: Kardinal-Innitzer-Förderungspreis für Geisteswissenschaften
- 1999: Komturkreuz der Encomienda de la Orden del Mérito Civil

## Weitere Werke
- Der französische Roman von 1960 bis 1973. Tel Quel und Maurice Roche. Wiesbaden 1975, ISBN 9783799706025.
- (zusammen mit Dieter Messner) Ibero-Romanisch. Einführung in Sprache und Literatur. Darmstadt 1983, ISBN 3534084187.
- Rom. Kunst- und Reiseführer. Stuttgart 1991, ISBN 9783170110335.

## Aufsätze (Auswahl)
- Zu den Beziehungen des magischen Realismus der neueren lateinamerikanischen Literatur mit dem französischen Surrealismus. In: Sprachkunst. X/1979. Jahressonderband: Komparatistik in Österreich. Wien 1979, ISBN 3700102046, S. 109–122.
- Die lateinamerikanische Literatur. In: Jost Hermand (Hrsg.): Neues Handbuch der Literaturwissenschaft. Literatur nach 1945 I. Wiesbaden 1979, ISBN 3799700935, S. 443–486.
- Guerra, violenza, azione – terreur, violence, cruauté. Zu einigen Schlüsselbegriffen futuristischer und surrealistischer Theatertheorie. In: Walter Mair (Hrsg.): Sprachtheorie und Sprachenpraxis. Festschrift für Henri Vernay. Tübingen 1979, ISBN 9783878081128, S. 261–277.
- Die Verarbeitung der Geschichte Argentiniens in Sobre héroes y tumbas von Ernesto Sábato. In: Titus Heydenreich (Hrsg.): Lateinamerika Studien. 12. München 1983, ISBN 3770520882, S. 307–318.
- Der Machismo als Rezeptionsgrundlage für Juan Rulfos Pedro Páramo. In: Titus Heydenreich (Hrsg.): Lateinamerika Studien. 13. München 1983, ISBN 3770521544, S. 611–630.
- Frau und Naturmetaphorik in Hijo de hombre von A. Roa Bastos. In: Titus Heydenreich (Hrsg.): Lateinamerika Studien. 14. München 1984, ISBN 3770522176, S. 301–315.
- Zur Dekonstruktion biblischer Motive im Roman der jüngeren französischen Gegenwartsliteratur. In: Johann Holzner (Hrsg.): Die Bibel im Verständnis der Gegenwartsliteratur. St. Pölten 1988, ISBN 3853268684, S. 135–141.
- A paixão segundo G. H. (1964) von Clarice Lispector oder Spinoza im zerbrochenen Spiegel des Narziß. In: Erna Pfeiffer (Hrsg.): Canticum ibericum. Georg Rudolf Lind zum Gedenken. Frankfurt am Main 1991, ISBN 9783893548354, S. 264–282.
- Clorinda Matto de Turner Aves sin nido. In: Volker Roloff (Hrsg.): Der Hispanoamerikanische Roman. Band I. Darmstadt 1992, ISBN 9783534119219, S. 78–91.
- Zur Umdeutung biblischer und religionsphilosophischer Texte in der jüngeren Frauenliteratur der Romania. In: Peter Tschuggnall (Hrsg.): Religion, Literatur, Künste. Aspekte eines Vergleichs. Salzburg 1998, ISBN 3851450310, S. 343–356.
- Il teatro quale psicodramma: Antonin Artaud Le théâtre de la cruauté come reinterpretazione del Teatro della verità di F. T. Marinetti. In: Rosella Tommasoni (cura): Psicologia e letteratura alle soglie del terzo millenio. Milano 1998, ISBN 9788846406712, S. 48–59.
- Isabel Allende o la superación del machismo. In: Rosella Tommasoni (cura): Nuove frontiere della psicologia: Letteratura, immaginazione, sogno. Milano 1999, ISBN 88-8317-001-6, S. 83–94.
- Ossessioni, oscenità e creatività in Lettere a Marina e Dialogo di una prostituta con un suo cliente de Dacia Maraini. In: Rosella Tommasoni (cura): La psicologia delle arti oggi. Milano 2002, ISBN 9788846439994, S. 159–166.